# Matthias Stingl
Matthias Stingl (* 27. Februar 1998 in Deggendorf) ist ein ehemaliger deutscher Fußballspieler.

## Karriere

### Verein
Nach seinen Anfängen in den Jugendmannschaften des SV Winzer, des FC Vilshofen und der SpVgg Grün-Weiß Deggendorf wechselte er im Sommer 2012 in die Jugendabteilung des FC Bayern München. Am Ende der Saison 2016/17 stand er mit seiner Mannschaft im Finale um die Deutsche A-Junioren-Meisterschaft und unterlag erst im Elfmeterschießen gegen Borussia Dortmund. Im Sommer 2017 wechselte er zum SC Paderborn 07. Dort spielte er hauptsächlich in der U21-Mannschaft in der Oberliga Westfalen, in der Hinrunde kam er aber auch zu mehreren Einsätzen in der Profimannschaft: Am 22. September 2017 (10. Spieltag) gab er sein Drittliga-Debüt, als er beim 2:1-Sieg im Heimspiel gegen Hansa Rostock in der 81. Minute für Christopher Antwi-Adjei eingewechselt wurde. Es folgten drei weitere Einsätze in Ligaspielen sowie ein Einsatz im DFB-Pokal beim 2:0-Sieg im Zweitrundenspiel gegen den VfL Bochum. Mit dem Aufstieg in die 2. Bundesliga sowie dem Sieg im Westfalenpokal war die Saison 2017/2018 für Paderborn überaus erfolgreich, allerdings kam Stingl in der Rückrunde neben zwei Spielen mit der Profimannschaft im Westfalenpokal nur noch zu gelegentlichen Teilzeiteinsätzen in der U21, so dass er im Sommer 2018 in die Regionalliga Bayern zu Wacker Burghausen wechselte. Nach zwei Spielzeiten bei den Oberbayern wechselte er im Sommer 2020 an die University of Massachusetts Lowell, um dort College Soccer zu spielen und parallel ein Studium aufzunehmen. Ende 2023 beendete er in den USA seine aktive Karriere.

### Nationalmannschaft
Stingl hat im Jahr 2013 für die deutschen U15- und U16-Nationalmannschaften insgesamt drei Spiele bestritten.

## Titel und Erfolge
- Meister der A-Junioren-Bundesliga Staffel Süd/Südwest: 2017
- Westfalenpokal: 2018
- Aufstieg in die 2. Bundesliga: 2018